# Ectopatria spilonata
Ectopatria spilonata là một loài bướm đêm thuộc họ Noctuidae. Nó được tìm thấy ở New South Wales và Nam Úc.
Ấu trùng ăn Atriplex vesicaria.